# Kostel Korunování Panny Marie (Žatec)
Klášterní kostel Korunování Panny Marie je římskokatolický filiální kostel v Žatci v okrese Louny v Ústeckém kraji. Spolu s areálem kláštera je chráněn jako kulturní památka.

## Historie
Klášterní komplex založil řád kapucínů ve druhé polovině sedmnáctého století. Stavba proběhla v letech 1676–1684, ale kostel byl vysvěcen a zasvěcen korunování Panny Marie již roku 1683. V polovině devadesátých let dvacátého století byla opravena jeho střecha a fasáda. Klášter kapucínů s kostelem Korunování Panny Marie je zapsán na seznamu ohrožených nemovitých památek. Město Žatec mělo v plánu zahájit v roce 2019 rekonstrukci interiéru kláštera, kde by mělo být zřízeno robotické centrum.

## Stavební podoba
Bezvěžový jednolodní kostel má obdélný půdorys a zakončuje ho pravoúhlý presbytář, k jehož severní straně přiléhá sakristie. Hladké západní průčelí zdůrazňuje trojúhelníkový štít. V ose průčelí se nachází vstupní portál a reliéf Stigmatizace svatého Františka. K severní straně lodi je připojena kaple. Loď je zaklenutá valenou klenbou s lunetami, které dosedají na ploché pilastry. Valená klenba byla použita i v presbytáři.

## Zařízení
Z doby okolo roku 1683 pochází hlavní raně barokní oltář s postranními brankami. Na jeho stranách stojí sochy svatého Václava a svaté Ludmily. Další dva oltáře s obrazy namalovanými okolo roku 1700 jsou zasvěcené svatému Františkovi a svatému Antonínovi Paduánskému. Na menze rokokového oltáře Svaté rodiny z doby okolo roku 1750 stojí menší barokní soška svatého Jana Nepomuckého. Patronem posledního oltáře v postranní kapli je svatý Josef namalovaný na obraze z prvního desetiletí osmnáctého století. Doplňují ho postranní obrazy svatého Jáchyma a svaté Anny a obraz Boha Otce od Jana Jiřího Heinsche z let 1705–1710 v nástavci. K dalšímu vybavení patří kazatelna s luisézními motivy, barokní varhany a barokní obrazy Madony, Narození Páně a Zmrtvýchvstání.

## Okolí kostela
Na jižní straně na kostel navazuje jednopatrový areál kláštera se čtvercovou dispozicí s rajským dvorem uprostřed. Před hlavním průčelím kostela stojí sochy svaté Barbory a svatého Jana Nepomuckého.

### Kapucínská komunita v Žatci
Kapucíni do Žatce přišli v roce 1675 na žádost měšťanů a se souhlasem císaře Leopolda I. Prozatímně bydleli dva mniši v domě měšťana Scharzera a používali kostel svatého Jakuba. Stavba kláštera započala v roce 1676 a ukončena byla v roce 1683. Stavbu financovala hraběnka Ludmila Eva Kolovratová. Různými nadáními byl klášter zajištěn hospodářsky. Za josefínských reforem měl být klášter zrušen (1785), ale krajský úřad výnos pozdržel do roku 1789, kdy bylo zrušení odvoláno. Kromě misijní činnosti kázali řeholníci též v děkanském kostele Nanebevzetí Panny Marie a vyučovali náboženství ve škole. Klášterní kapucínská komunita pak vydržela v Žatci až do Akce K v roce 1950.

### Legenda
Podle pověsti se mezi kapucínské řeholníky žateckého kláštera vetřel samotný ďábel, který pak sloužil jako kuchař. Po smrti starého kuchaře se stal dokonce šéfkuchařem. Začal lákat kapucíny k pití a k jiným nepravostem. Jednou tohoto „šéfkuchaře“ navštívil jiný pekelný kolega, ale představený kláštera vyslechl jejich rozhovor a oba je zažehnal. Čerti se proměnili v hady a odplížili se navěky pryč.

## Galerie

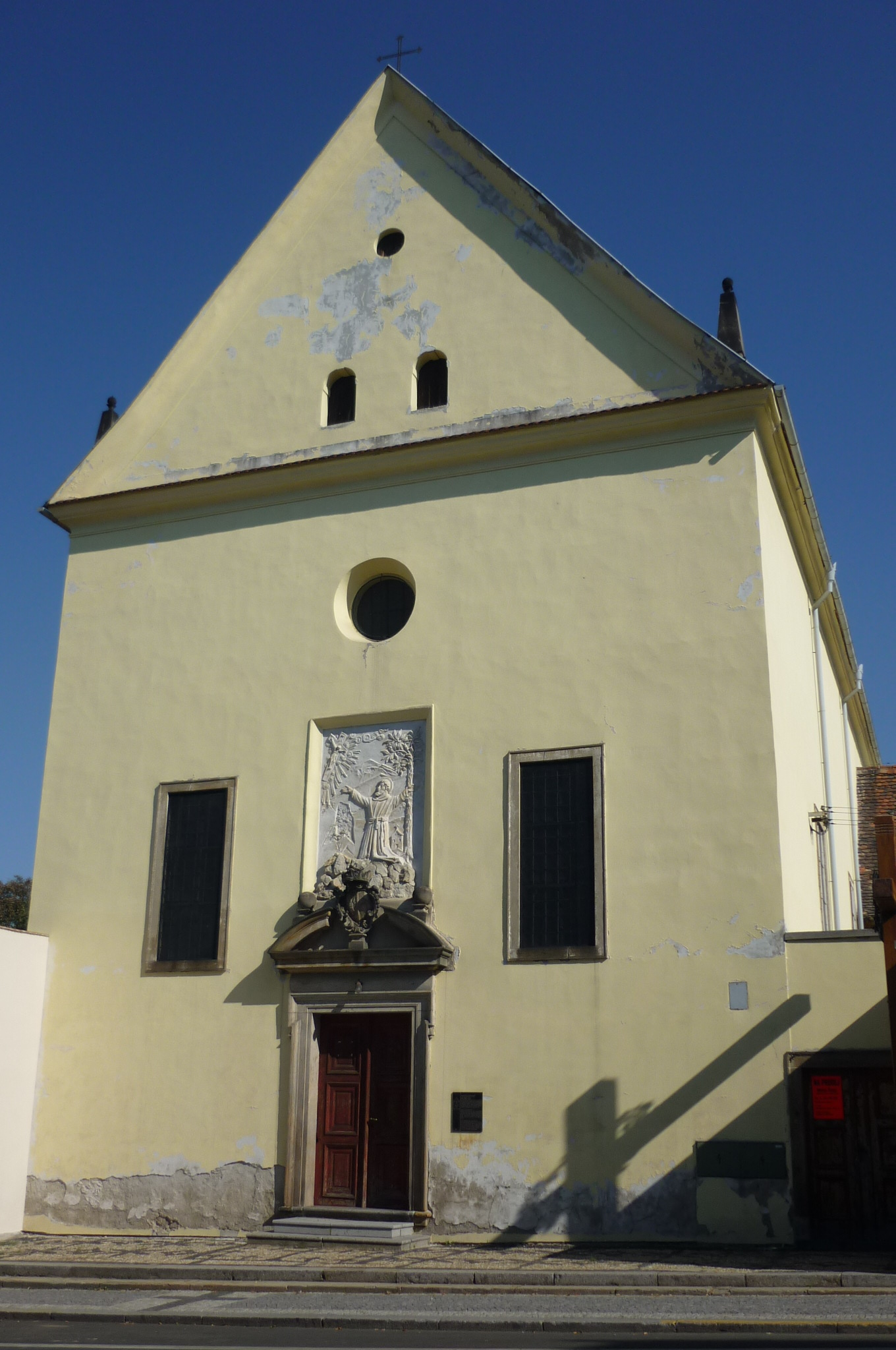
Průčelí kostela
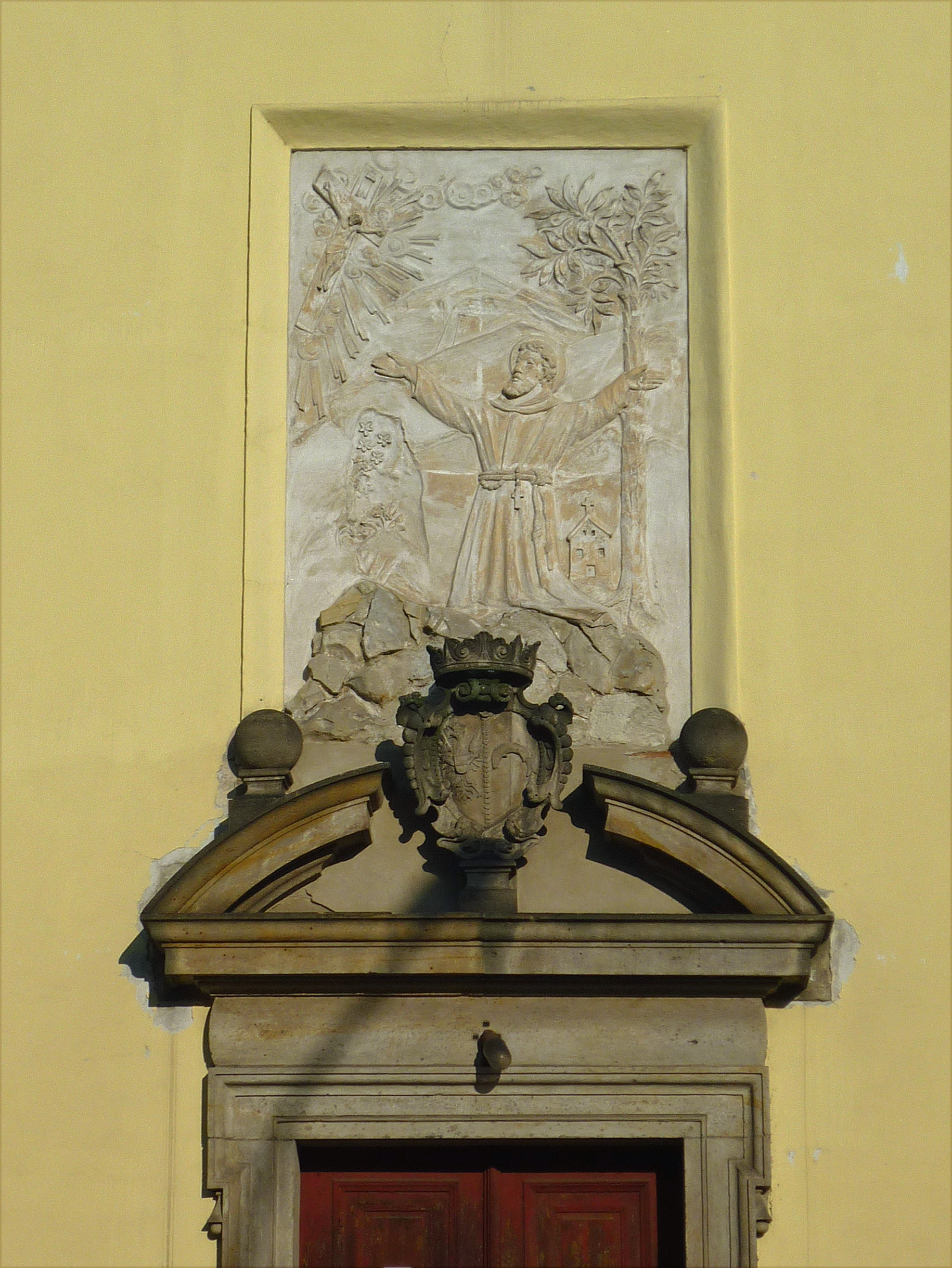
Reliéf nad portálem
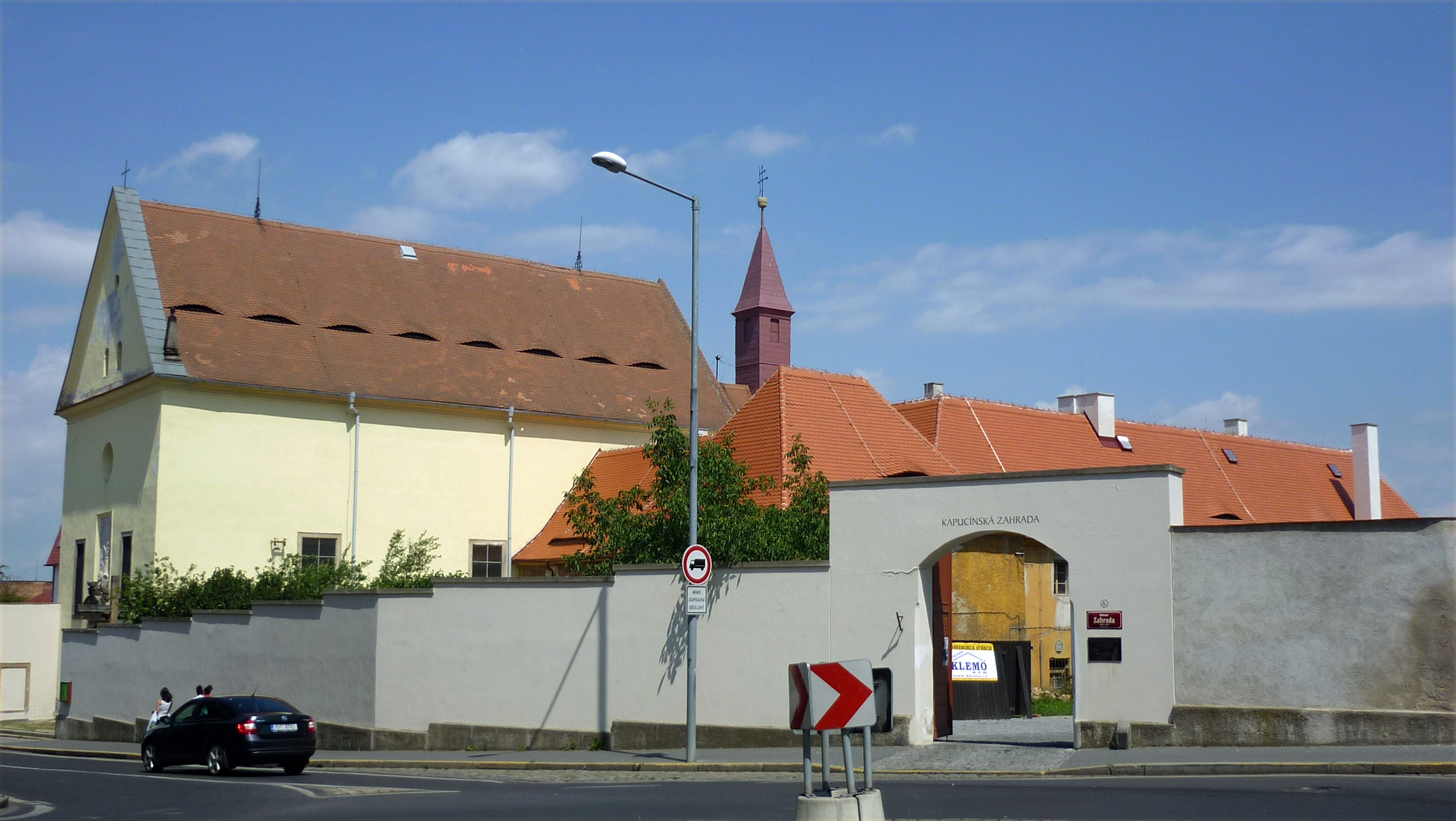
Ohradní zeď kláštera
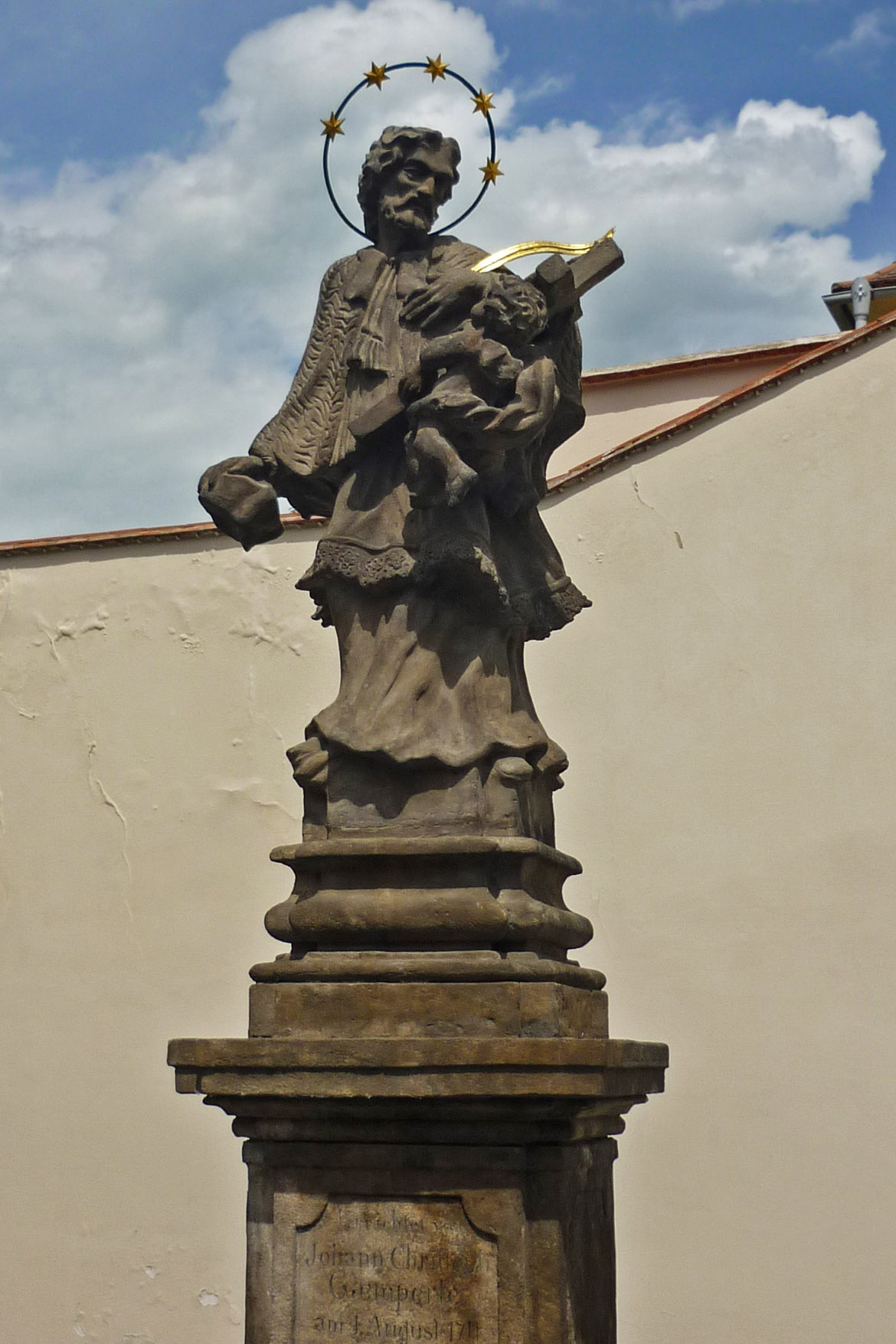
Socha svatého Jana Nepomuckého
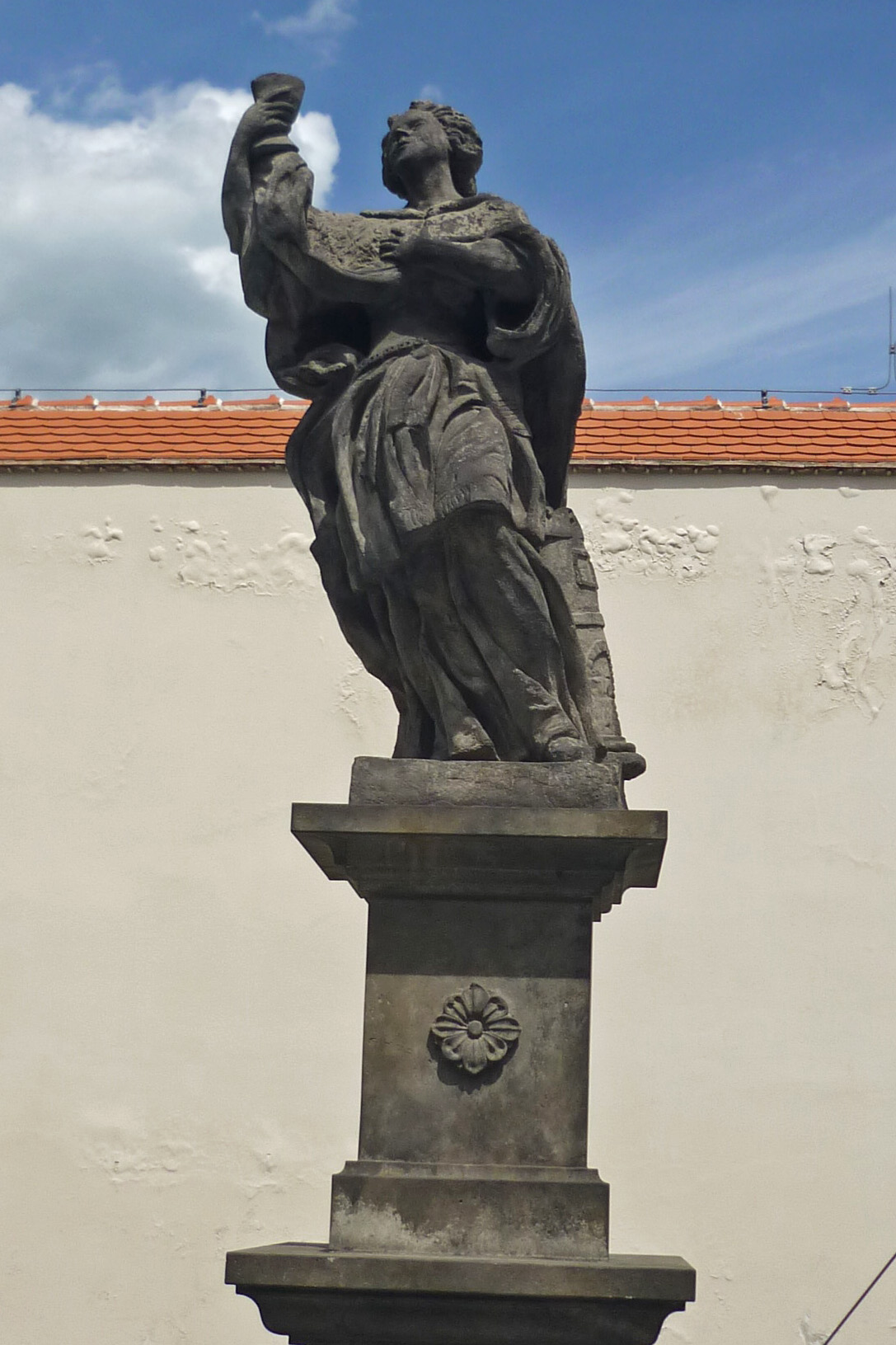
Socha svaté Barbory